# Băile Chirui
Băile Chirui (węg. Kirulyfürdő) – wieś w Rumunii, w okręgu Harghita, w gminie Lueta. W 2011 roku liczyła 44 mieszkańców.